# Szepietowo-Stacja (gromada)
Szepietowo-Stacja (początkowo Szepietowo Stacja, bez łącznika) – dawna gromada, czyli najmniejsza jednostka podziału terytorialnego Polskiej Rzeczypospolitej Ludowej w latach 1954–1972.
Gromady, z gromadzkimi radami narodowymi (GRN) jako organami władzy najniższego stopnia na wsi, funkcjonowały od reformy reorganizującej administrację wiejską przeprowadzonej jesienią 1954 do momentu ich zniesienia z dniem 1 stycznia 1973, tym samym wypierając organizację gminną w latach 1954–1972.
Gromadę Szepietowo Stacja z siedzibą GRN w Szepietowie Stacji utworzono – jako jedną z 8759 gromad – w powiecie wysokomazowieckim w woj. białostockim, na mocy uchwały nr 24/V WRN w Białymstoku z dnia 4 października 1954. W skład jednostki weszły obszary dotychczasowych gromad Szepietowo Stacja, Szepietowo Żaki, Szepietowo Janówka, Szepietowo Wawrzyńce, Szepietowo Podleśne A, Szepietowo Podleśne B i Dąbrowa Moczydły ze zniesionej gminy Szepietowo w tymże powiecie. Dla gromady ustalono 17 członków gromadzkiej rady narodowej.
1 stycznia 1958 do gromady Szepietowo-Stacja przyłączono wsie Dąbrowa-Wilki i Dąbrowa-Tworki ze zniesionej gromady Dąbrowa-Nowa Wieś.
31 grudnia 1959 do gromady Szepietowo-Stacja przyłączono wsie Plewki, Włochy-Olszanka, Mystki-Rzym i Bryki ze zniesionej gromady Plewki oraz wsie Dąbrowa-Dzięciel i Mścichy ze zniesionej gromady Dąbrowa-Dzięciel.
1 stycznia 1969 z gromady Szepietowo-Stacja wyłączono wsie Dąbrowa-Dzięciel i Mścichy włączając je do nowo utworzonej gromady Wysokie Mazowieckie.
Gromada przetrwała do końca 1972 roku, czyli do kolejnej reformy gminnej. Z dniem 1 stycznia 1973 roku reaktywowano gminę Szepietowo-Stacja (przed 1954 i od 1984 jako gmina Szepietowo).